# Checco Zalone
Luca Pasquale Medici, connu sous le nom de scène Checco Zalone (né le 3 juin 1977 à Capurso, dans les Pouilles, Italie) est un comédien, imitateur, humoriste, scénariste, chanteur et musicien italien. 

## Biographie
Checco Zalone, terminé ses études de droit, a eu la possibilité de débuter comme chanteur parodique et imitateur, avant de connaître la célébrité grâce aux films Cado dalle nubi (2009), Che bella giornata (2011) et Sole a catinelle (2013), dans lesquels il incarne un personnage du sud de l'Italie, naïf, illettré et gaffeur, décomplexé et sans scrupules.

## Discographie

### Album studio
- 2006 - ...Se non avrei fatto il cantande
- 2007 - Se ce l'o' fatta io...ce la puoi farcela anche tu
- 2009 - Cado dalle nubi (bande originale du film)
- 2020 - Tolo Tolo (bande originale du film)

### EP
- 2011 - Che bella giornata (bande originale du film)
- 2013 - Sole a catinelle
- 2016 - Quo vado? (bande originale du film)

### Single
- 2006 - La polizzia
- 2006 - Siamo una squadra fortissimi
- 2006 - I juventini
- 2007 - Se ce l'o' fatta io...ce la puoi farcela anche tu
- 2008 - Cuore biancorosso
- 2011 - L'amore non ha religione
- 2011 - Se mi aggiungerai
- 2012 - La cacada
- 2012 - La cacada remixada
- 2014 - Tapinho
- 2015 - La prima Repubblica
- 2019 - Immigrato
- 2020 - L'immunità di gregge

### Collaboration
- 2013 - Fuggi a Foggia pour Pio e Amedeo

### Tournée
- 2011 - Resto umile World Tour

## Filmographie

### Acteur
- 2009 : Cado dalle nubi (it)
- 2011 : Che bella giornata
- 2013 : Sole a catinelle
- 2016 : Quo vado?
- 2020 : Tolo Tolo

### Réalisateur
- 2020 : Tolo Tolo

### Compositeur
- 2018 : Moschettieri del re: La penultima missione de Giovanni Veronesi